# Kanton Passais
Kanton Passais (francouzsky Canton de Passais) byl francouzský kanton v departementu Orne v regionu Dolní Normandie. Tvořilo ho osm obcí. Zrušen byl po reformě kantonů 2014.

## Obce kantonu
- L'Épinay-le-Comte
- Mantilly
- Passais
- Saint-Fraimbault
- Saint-Mars-d'Égrenne
- Saint-Roch-sur-Égrenne
- Saint-Siméon
- Torchamp